# Landdagsvalget i Slesvig-Holsten 2027
|  | Denne artikel beskriver en fremtidig begivenhed Denne artikel eller sektion handler om planlagt eller forventet fremtidig begivenhed. Der kan forekomme spekulativ information, og indholdet kan ændres dramatisk når begivenheden nærmer sig og mere information bliver tilgængelig. |

Det næste landdagsvalg i den nordtyske delstat Slesvig-Holsten afholdes i forår 2027, hvis valgperioden ikke afsluttes før tid.

## Valgmetode
Delstaten har siden 1999 en såkaldt to-stemmers-valgret (lige som ved forbundsvalget). Med den første stemme afgør vælgerne, hvem af de lokale partikandidater kan vinde valgkredsen. Der er 35 valgkredse i Slesvig-Holsten. Den kandidat, som vinder flest stemmer i valgkredsen, bliver direkte valgt ind i landdagen. Med den anden stemme stemmer vælgerne på partiernes landsliste. Antallet af andenstemmerne er i sidste ende afgørende, hvordan landdagen sammensættes. Opnår et parti flere mandater med førstestemmerne, end det har krav på ud fra andenstemmerne, så opstår tillægs- og udligningsmandater. Der er en spærregrænse på 5 procent, som partierne fra den danske folkedel i landsdelen Sydslesvig er fritaget for. De må dog mindst opnå så mange stemmer, som er nødvendige for et mandat. Der skal vælges hvert femte år.
Partier, der ikke er repræsenteret i Landdagen eller Forbundsdagen, valgt i delstaten Slesvig-Holsten, skal indsamle mindst 1.000 vælgererklæringer for at blive opstillingsberettiget.

### Stemmeret
Personer har stemmeret, hvis de er fyldt 16 år på valgdagen, bor i Slesvig-Holsten i mindst seks uger og ikke er umyndiggjorte. For at være valgbar (→ passiv valgret) er minimumsalderen 18 år, og bopælen i delstaten skal have eksisteret i mindst tre måneder.

## Resultatet af valget i 2022
Ved landsdagsvalget i 2022 fik den konservative CDU 43,4 procent af stemmerne og 34 mandater og dannede dermed landdagens største parlamentsgruppe. De Grønne overhalede med 18,3 procent og 14 mandater de slesvig-holstenske socialdemokrater, som vandt kun 16 procent og 12 mandater. Også det liberale FDP mistede stemmer, de vandt 6,4 procent og 5 mandater. Sydslesvigsk Vælgerforening (SSW) nåede 5,7 procent og 4 mandater. Højrepartiet AfD fik 4,4 procent og røg dermed ud af landdagen i Kiel, hvor spærregrænsen er på fem procent. Venstrepartiet Die Linke fik kun 1,7 procentpoint. Valgdeltagelsen var på 60,4 procent.
| Partier               |  | spidskandidat       | %    | +/-   | Mandater |
| CDU                   |  | Daniel Günther      | 43,4 | +11,4 | 34       |
| SPD                   |  | Thomas Losse-Müller | 16,0 | -11,3 | 12       |
| Bündnis 90/Die Grünen |  | Monika Heinold      | 18,3 | +5,4  | 14       |
| FDP                   |  | Bernd Buchholz      | 6,4  | -5,1  | 5        |
| SSW                   |  | Lars Harms          | 5,7  | +2,4  | 4        |
| AfD                   |  | Jörg Nobis          | 4,4  | -1,5  | -        |
| Die Linke             |  | Susanne Spethmann   | 1,7  | -2.7  | -        |